# Wapen van Ternaard

Wapen van Ternaard

Het wapen van Ternaard is het dorpswapen van het Nederlandse dorp Ternaard, in de Friese gemeente Noardeast-Fryslân. Het wapen werd in 1988 geregistreerd.

## Beschrijving
De blazoenering van het wapen luidt als volgt:
In azuur een golvende rechterschuinbalk van zilver, links vergezeld van een lelie en rechts van een zespuntige ster, beide van goud.
De heraldische kleuren zijn: azuur (blauw), zilver (zilver) en goud (goud).

## Symboliek
- Schuinbalk: ontleend aan het wapen van Westdongeradeel, de gemeente waar het dorp eertijds tot behoorde.[3]
- Zespuntige ster: dit is een zogenaamde leidster welke een hoofdplaats aangeeft. Zo was Ternaard de hoofdplaats van de gemeente Westdongeradeel.[3]
- Fleur de lis: ontleend aan het wapen van het geslacht Van Aylva dat meerdere staten in het dorp bewoonde en veelvuldig het ambt van grietman bekleedde.[3]

Het wapen van Westdongeradeel.
Het wapen van Van Aylva.

## Zie ook

Vlag van Ternaard